# Trachyiulus costatus
Trachyiulus costatus är en mångfotingart som beskrevs av Karl Wilhelm Verhoeff 1936. Trachyiulus costatus ingår i släktet Trachyiulus och familjen Cambalopsidae. Inga underarter finns listade i Catalogue of Life.